# جاي بي. هولمز
جاي بي. هولمز (بالإنجليزية: J. B. Holmes)‏ هو لاعب غولف أمريكي، ولد في 26 أبريل 1982 في كامبلسفيل في الولايات المتحدة.

## وصلات خارجية
- الموقع الرسمي
- جاي بي. هولمز على موقع رابطة لاعبي الغولف المحترفين (الإنجليزية)
- جاي بي. هولمز على موقع رابطة اليابان للاعبي الغولف المحترفين (الإنجليزية)
- جاي بي. هولمز على موقع التصنيف العالمي الرسمي للغولف (الإنجليزية)